# Tweedia echegarayi
Tweedia echegarayi là một loài thực vật có hoa trong họ La bố ma. Loài này được (Hieron.) Malme miêu tả khoa học đầu tiên năm 1904.